# Ptiloglossa tomentosa
Ptiloglossa tomentosa är en biart som först beskrevs av Heinrich Friese 1898.  Ptiloglossa tomentosa ingår i släktet Ptiloglossa och familjen korttungebin. Inga underarter finns listade i Catalogue of Life.